# Klenk F1
Klenk-Meteor  va ser un constructor alemany de cotxes que va arribar a construir monoplaces per disputar curses a la Fórmula 1.

## Història
Va ser fundada per Ernst Loof que va construir els seus monoplaces basant-se en la base dels competitius Veritas que disputaven la Fórmula 2.
Quan Loof va caure seriosament malalt (moriria poc després) es va tancar l'escuderia.

## A la F1
El seu pilot habitual era Hans Klenk però degut a les ferides sofertes en un accident disputant una cursa anterior, el debut al campionat del món de la Fórmula 1 va estar a la 1954, debutant en el GP d'Alemanya de la mà del pilot Theo Helfrich,retirant-se a la volta 9 per un problema mecànic.
No va haver-hi presència de cotxes EMW en cap més cursa de la F1, no aconseguint cap punt pel campionat.

### Resultats a la Fórmula 1
| Any  | Equip | Xassís | 1   | 2   | 3   | 4   | 5   | 6       | 7   | 8   | 9   | Posició | Punts |
| ---- | ----- | ------ | --- | --- | --- | --- | --- | ------- | --- | --- | --- | ------- | ----- |
| 1954 | Klenk | Klenk  | ARG | 500 | BEL | FRA | GBR | ALE Ret | SUI | ITA | ESP | -       | 0     |